# Texel (race ovine)
Pour les articles homonymes, voir Texel.
Le texel est une race ovine originaire de l'île du même nom aux Pays-Bas. C'est une race très ancienne améliorée au fil du temps du point de vue des aptitudes bouchères, par apport de sang de moutons britanniques et par sélection. Elle appartient au groupe flamand de la  classification des races ovines de France.
Le texel est un mouton à la laine blanche, dense et assez longue, de laquelle s'extrait une tête nue au nez marqué de noir. C'est un mouton très rustique, traditionnellement élevé en plein air intégral avec un agnelage de printemps et des agneaux engraissés au champ avec leurs mères. Aujourd'hui, sa bonne prolificité et sa production laitière combinées avec sa conformation et le peu de gras que déposent les agneaux en font une race prisée dans le monde entier, en race pure comme en croisements.
La race Texel comprend aujourd'hui quatre variétés, liées à quatre pays : le Texel anglais (ou British Texel), le Texel français, le Texel belge (ou Beltex) et le Texel hollandais.

## Origine

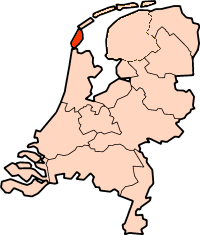
Localisation de l'île de Texel.

Le texel est originaire de l'île éponyme, située au large des Pays-Bas. C'est une race très ancienne, dont l'origine pourrait remonter à l'époque romaine. Au cours du XVIIIe siècle, on cherche à améliorer les moutons de l'île en apportant du sang de moutons anglais de race leicester, lincoln et kent. Les standards de la race sont très rapidement fixés sur son île d'origine lors de concours et d'exhibitions.
La race devient vite populaire pour la qualité de sa viande et surtout sa très faible teneur en gras. Cette caractéristique en fait une race très intéressante pour le reste de l'Europe continentale, où l'on recherche des agneaux peu gras. Le texel est ainsi introduit en France à partir de 1933, et son livre généalogique est créé dès 1935. Les éleveurs français ont depuis lors beaucoup travaillé sur la conformation de cette brebis. Les effectifs actuels, en augmentation, sont de 75 000 brebis de race pure et près de 300 000. Ils laissent présager d'un bon avenir pour la race.

## Description

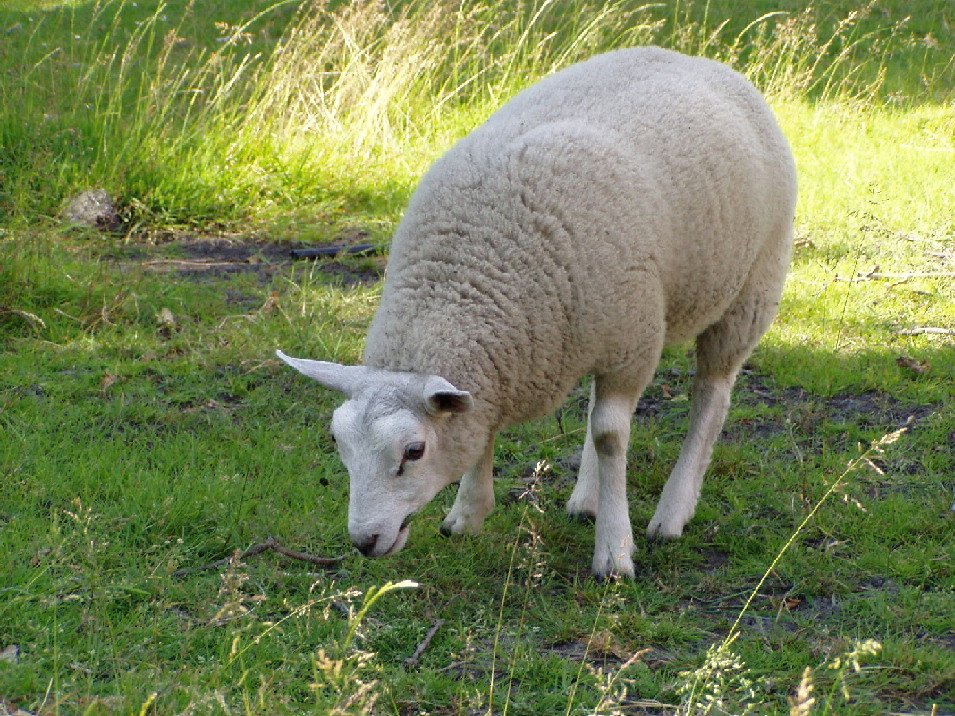
Mouton de race texel.

### Morphologie
Le texel est un mouton à peau et à laine blanche, dense et bien frisée. Cette dernière forme une toison particulièrement épaisse, pesant en moyenne 5 kg pour les femelles et 7 kg pour les mâles, qui ne permet pas de distinguer les formes du corps. Elle ne recouvre ni les jambes, ni la tête. Celle-ci se caractérise par son chanfrein plutôt large plat, le sommet du crâne plat et le nez de couleur noir. Elle porte des oreilles de petite taille légèrement dressées. Le tronc est de forme cylindrique et la croupe horizontale. Le bassin est large et légèrement incliné. Le corps se termine par une queue assez courte implantée haut, et est portée par des membres forts se terminant par des onglons noirs. La mamelle porte des poils blancs soyeux caractéristiques.
Il s'agit d'une race de bonne taille, relativement lourde. Ainsi, le bélier mesure environ 80 cm au garrot pour 130 kg tandis que la brebis mesure environ 70 cm pour 80 kg.

### Comportement
Contrairement à la plupart des moutons, le texel est peu grégaire. Il aime bien pâturer seul, et est souvent élevé au pâturage avec d'autres animaux, notamment des bovins, de façon à utiliser au mieux la ressource fourragère.

## Aptitudes

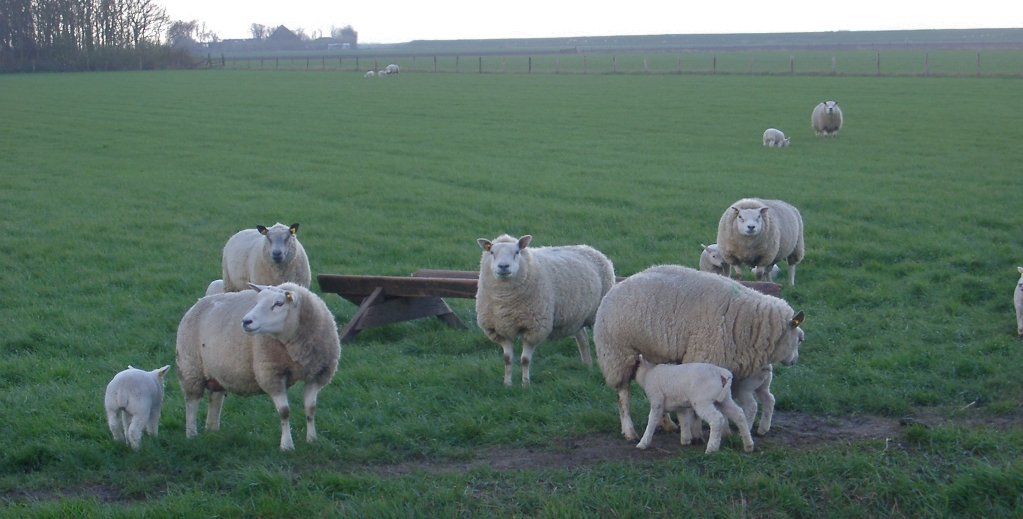
Les brebis texels sont réputées pour leurs qualités maternelles.

Le texel est un excellent producteur de viande et de laine. C'est une race bien conformée et qui comporte peu de gras et a un excellent rendement de carcasse. C'est pourquoi elle est appréciée en croisements pour améliorer les aptitudes bouchères de brebis à la conformation moindre. Les femelles sont prolifiques (en moyenne 1,73 agneaux par portée) et bonnes laitières. Elles permettent d'assurer aux agneaux une bonne croissance, de l'ordre de 300 g par jour entre 10 et 30 jours. Les brebis sont précoces, et agnellent parfois avant 12 mois. Par contre elles ont une saison de reproduction bien délimitée, de mi-septembre à mi-janvier, et sont difficilement désaisonnables, même avec des traitements hormonaux.
Le texel est en outre une race très rustique, bien adaptée à l'élevage en plein air, qui résiste bien aux intempéries et aux maladies liées aux terrains humides.

## Élevage
Le texel est typiquement une race d'herbage, que l'on utilise souvent en plein air intégral du fait de sa bonne rusticité, parfois en association avec des bovins laitiers ou à viande pour valoriser au mieux l'herbe (le mouton pâture plus ras que les bovins). Les troupeaux sont souvent de bonne taille : 50 % comptent entre 20 et 200 brebis et 18 % entre 100 et 200 brebis. Classiquement les brebis agnellent en mars, et les agneaux sont engraissés à l'herbe au printemps et en été. Ils sont abattus entre 40 et 50 kg à l'âge de 6 mois. Classiquement, les éleveurs ne font faire qu'un agnelage par an.

## Sélection
À l'origine, le texel est une race de brebis laitière, mais la sélection l'oriente rapidement vers la production de viande. Cette longue sélection est à l'origine des animaux bien conformés que l'on connaît aujourd'hui.
Le livre généalogique français est créé dès 1935, et est aujourd'hui géré par OSON (organisme de sélection Ovine Nord). Les objectifs de sélection actuels sont à la fois les qualités de reproduction (prolificité, valeur laitière) et les aptitudes à produire de la viande (vitesse de croissance, développement, conformation, qualité de carcasse...). Pour cela, on pratique le contrôle de performances en ferme sur environ 14 000 brebis, et les 220 meilleurs mâles observés parmi les descendants de ces brebis sont contrôlés en station d'évaluation, de façon que l'on puisse comparer leurs performances dans des conditions similaires. La station d'évaluation de la race texel se situe à Verdilly, dans l'Aisne. Les 15 béliers ayant montré les meilleures performances sont mis à la reproduction pour que l'on observe les performances de leurs descendants afin de connaître avec encore plus de précision leur valeur génétique. Ils sont ensuite proposés aux éleveurs comme béliers d'insémination artificielle.

## Diffusion
Cette race est élevée surtout dans le Nord-Est de la France, notamment dans les Ardennes et dans l'Aisne, mais elle tend à se développer ailleurs dans le pays et notamment dans le Centre et le Centre-Ouest.
Par ailleurs, les qualités importantes de la race lui offrent des perspectives à l'étranger. Elle est ainsi exportée en Allemagne, au Luxembourg, en Belgique et en Europe de l'Est, et plus récemment au Royaume-Uni, en Irlande, au Brésil et en Espagne. Récemment, elle a également commencé à se développer aux États-Unis, en Australie et en Nouvelle-Zélande.

## Photographies

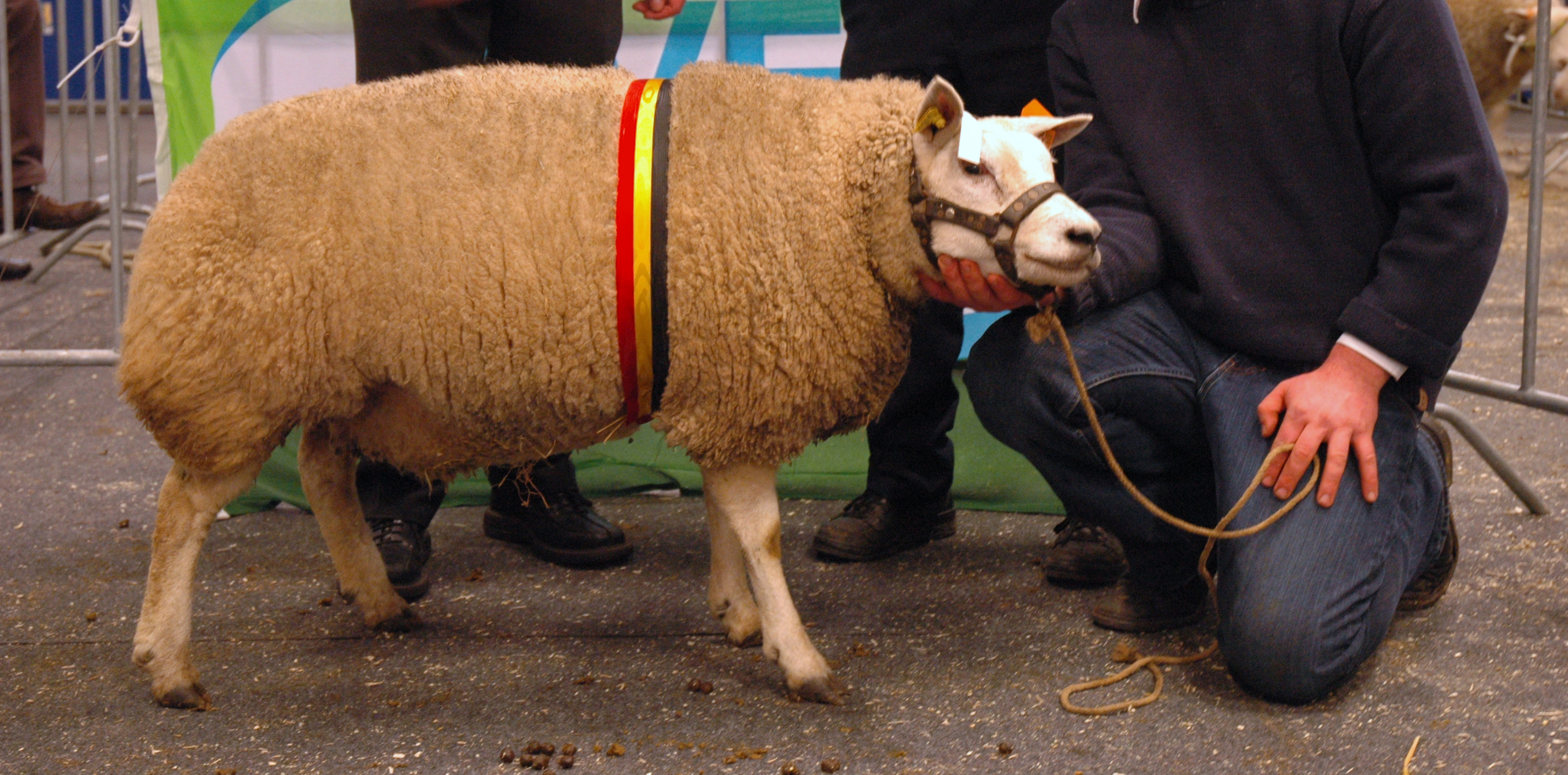
Mouton texel (type belge) lors d'un concours.
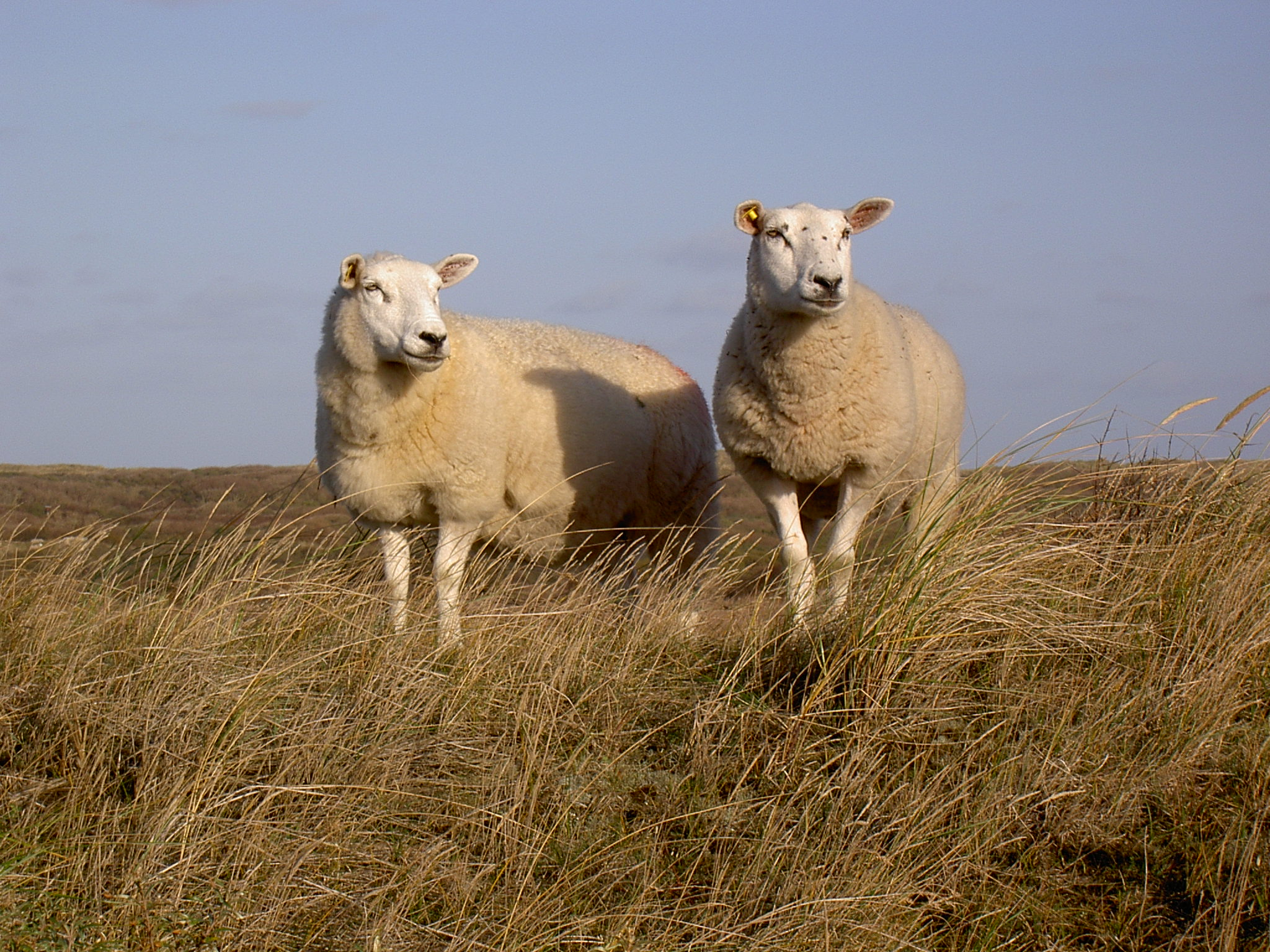
Deux brebis texel.
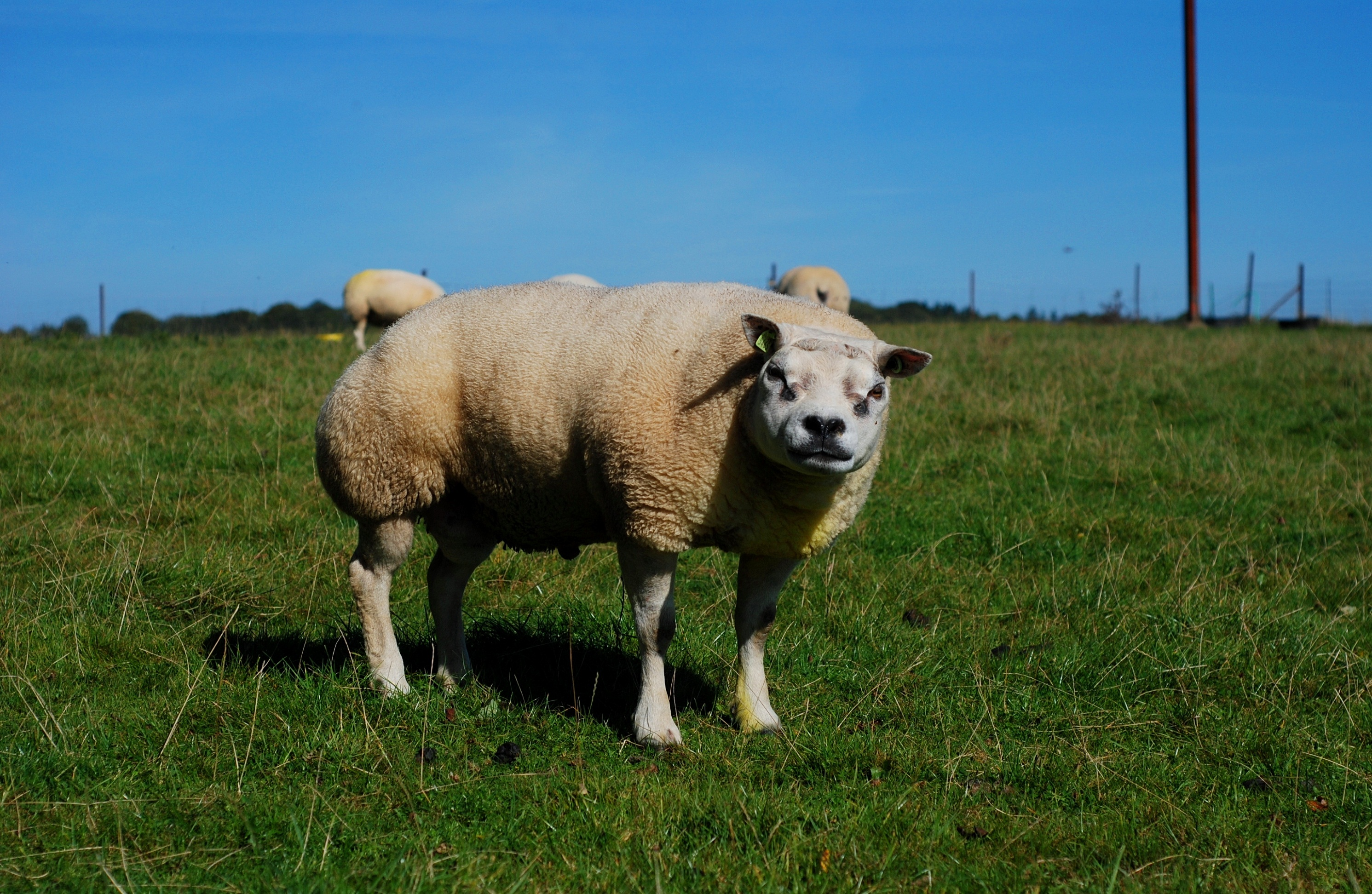
Bélier Texel (type belge/hollandais) âgé de deux ans.